# Acidente do Northrop Grumman E-11A da Força Aérea Americana em 2020
Em 27 de janeiro de 2020, um Bombardier Global 6000 E-11A da Força Aérea dos Estados Unidos caiu no Distrito de Dih Yak, província de Gásni, Afeganistão. Duas pessoas morreram a bordo, toda a tripulação de acordo com fontes militares dos EUA. O Talibã afirmou ter derrubado a aeronave.

## Aeronave
A aeronave envolvida era um Bombardier Global Express equipado pela Northrop Grumman como um E-11A da Força Aérea dos Estados Unidos. Um vídeo do acidente mostra que o número de série da aeronave era 11-9358. Ele voou pela primeira vez em 2009. A aeronave foi operada pelo 430º Esquadrão Expedicionário de Combate Eletrônico no papel de Nó de Comunicação Aérea do Campo de Batalha. A aeronave envolvida na queda foi uma das quatro na Força Aérea dos Estados Unidos.

## Acidente
A aeronave caiu às 13:10, horário local, no Distrito de Dih Yak, província de Gásni, Afeganistão. O local do acidente fica a 130 quilômetros a sudoeste de Cabul e perto da vila de Sado Khelo. O Voice of America afirmou que todas as cinco pessoas a bordo foram mortas. O DoD confirmou apenas duas fatalidades recuperadas no local do acidente. Dois afegãos locais morreram no solo com o impacto do acidente.
Foi originalmente relatado como sendo uma aeronave da Ariana Afghan Airlines, mas a companhia aérea posteriormente descartou essa possibilidade, dizendo que todos os seus voos foram contabilizados. Um porta-voz dos militares dos Estados Unidos confirmou a identidade da aeronave envolvida no acidente, ocorrido em uma área controlada pelo Talibã. Um porta-voz do Talibã disse ao Al Arabiya que as milícias do Talibã derrubaram a aeronave, matando todos a bordo, incluindo oficiais de alto escalão. No entanto, esses relatórios permanecem não confirmados. Relatórios divulgados pela mídia afiliada ao estado do Irã e da Rússia sugeriram que o chefe de operações da Agência de Inteligência Central para o Irã, Michael D'Andrea, teria morrido no acidente. Esses relatórios também não foram confirmados, e a CIA não confirmou e não negou a presença de seus oficiais a bordo do avião acidentado.
Em 29 de janeiro, fontes do Pentágono identificaram os aviadores mortos no acidente como o tenente-coronel Paul K. Voss e o capitão Ryan S. Phaneuf.

## Investigação
Autoridades militares americanas abriram uma investigação sobre o incidente. O gravador de dados de voo da aeronave foi recuperado.